# Odessa Cleveland
Odessa Cleveland (* 3. März 1944 in Louisiana, USA) ist eine US-amerikanische Schauspielerin und Schriftstellerin. Daneben war sie als Lehrerin tätig.

## Leben
Cleveland wurde im US-Bundesstaat Louisiana geboren. Am Grambling College, der heutigen Grambling State University, erwarb sie die Abschlüsse Bachelor of Science für Englisch- und Sportunterricht sowie einen Masterabschluss in Betriebswirtschaftslehre. Sie unterrichtete dreißig Jahre lang im Vereinigten Schulbezirk von Los Angeles. Sie war National Board Certified Teacher.

## Schauspielkarriere
Bereits ihre erste Rolle spielte sie in einer Krankenhausserie, nämlich 1971 in The Bold Ones: The New Doctors.
Bekannt wurde sie durch ihre Rolle in der Erfolgsserie M*A*S*H als OP-Krankenschwester Lieutenant Ginger Bayliss. Diese wiederkehrende Nebenrolle verkörperte sie von 1972 bis 1975 26 Mal.
Danach war sie auf die Rolle der Krankenschwester so gut wie festgelegt. Sie spielte 1982 in The Greatest American Hero, 1983 in Simon & Simon und 1986 in dem M*A*S*H-Spin-off Trapper John, M.D. in je einer Episode eine Krankenschwester.
Cleveland ist Mitglied von The Actors Studio.

## Schriftstellerin
Odessa Cleveland hat in der Zeitschrift Black American Literature Forum poetische Beiträge veröffentlicht und mehrere Bücher verfasst.

## Filmografie
- 1971: The Bold Ones: The New Doctors (Fernsehserie, 1 Folge)
- 1972–75: M*A*S*H (Fernsehserie, 26 Folgen)
- 1974: Huckleberry Finn (Musical, als Jims Frau)
- 1975: Sanford and Son (Fernsehserie, 1 Folge)
- 1977: Something for Joey (Fernsehserie, 1 Folge)
- 1982 The Greatest American Hero (Fernsehserie, 1 Folge)
- 1986: Trapper John, M.D. (Fernsehserie, 1 Folge)

## Literarisches Werk
- Thank You, 2008, ISBN 978-1436302944
- Water Colored Soul, 2008, ISBN 978-1434384768
- In the Zone of Changes, 2010, ISBN 978-1453560037
- Of Age and Edges, 2017, ISBN 978-1640453067